# Mesotheriidae
A Mesotheriidae az emlősök (Mammalia) osztályának a fosszilis Notoungulata rendjébe, ezen belül a Typotheria alrendjébe tartozó család.

## Tudnivalók
A Mesotheriidae-fajok Dél-Amerika területén éltek, a késő eocén korszaktól a középső pleisztocén korszakig. Az idetartozó állatok kis- és középméretű, növényevők voltak, amelyek főleg gumókkal és gyökerekkel táplálkoztak.

## Előfordulásuk és evolúciós időszakuk
Mint a legtőbb notounguláta családot, a Mesotheriidae családot is a kainozoikumi Dél-Amerikában találjuk meg, sehol máshol (McKenna and Bell, 1997). A többi notoungulátától eltérően a Mesotheriidae-fajok nem találhatók meg a kontinens összes pontján. Ezek az állatok inkább a középső szélességi körök éghajlatait kedvelték, például Bolíviát, Chilét, főleg az Altiplanót (Flynn et al., 2005). Az argentínai Patagóniában csak kevés maradványuk került elő; „a trópusi északról” teljesen hiányzanak.
Az eddig felfedezett legrégebbi képviselőjük a késő eocéni vagy kora oligocéni Trachytherus mendocensis. Ezt a fajt az argentínai Mendoza tartományban levő Divisadero Largo Formation-ban találták meg (Shockey et al., 2007), de Cerdeño et al. (2006) szerint, ha jobban átvizsgálják a maradványt és a lelőhelyet, a tudósok észrevehetik, hogy ezen az eocén-oligocén határán levő rétegen, egy miocén kori réteg is fekszik, emiatt lehet, hogy a Trachytherus mendocensis valójában miocén kori állat. Az evolúciós időszakuk legvalószínűbb kezdetét, az Argentínából és Bolíviából előkerült Anatrachytherus és Trachytherus nemek biztosítják (Reguero and Castro, 2004). A család a legnagyobb fajgazdagságát a miocén korban érte el, és a pleisztocén korig fent maradt (Flynn et al., 2005). A legutóbbi fajok a Mesotherium nembe tartoztak (McKenna and Bell, 1997). A notounguláták közül csak három család érte meg a negyedidőszakot, egyik ez a család a másik kettő pedig a Hegetotheriidae és a Toxodontidae családok.

## Megjelenésük
A Mesotheriidae-fajok kis- és középméretű notounguláták voltak. A legnagyobb fajok elérték a juh méretét (Shockey et al., 2007). A fogazatuk és csontvázuk, különleges alkalmazkodást mutat. Az összes Mesotheriidaenek örökké nővő (vagyis az állat egész életében nőt) metszőfoga volt, amelynek csak a belső fele volt zománcos. Ez a tulajdonság megvan két mai emlősrendrnél is, a rágcsálóknál és a nyúlalakúaknál. Hátrébb, a kisőrlők és nagyőrlők magas koronájuak, emellett, az őrlők is örökké nővők voltak (Shockey et al., 2007). A család fajainak csontváza erős felépítésű, és ásóéletmódra utal. A tudósok onnan tudják, hogy ezek az állatok egész életükben ástak, mivel karmaik repedezettek, könyökük egy plusz csonttal meg van erősítve, ugyanígy a csontos medence, a gerinc és a keresztcsont is, ezeken kívül a keresztcsont és a csípőcsont egy része össze van forrva (Shockey et al., 2007).

## Életmódjuk
Három, olyan faj (Trachytherus az eocén-oligocénben, Plesiotypotherium a miocénben és Mesotherium a pleisztocénben) csontvázának a tanulmányozása, amelyek különböző korokban éltek, arra következtetett, hogy a család a megjelenésétől a kihalásáig ásóéletmódot folytatott (Shockey et al., 2007). Shockey et al. szerint az állatok gumókat és gyökereket ástak ki, mint a mai vombat, de az összehasonlítás azonban nem pontos. Habár ásóéletmódot folytattak és a kisebb fajok időnként üreglakók is lehettek, a nagyobb testű fajoknak nehéz lett volna a föld alá menekülni.

## Rendszertani besorolásuk
A Notoungulata renden belül a Mesotheriidae család a Typotheria alrendbe tartozik Typotheria (Cifelli, 1993). A Typotheria alrend a nevét a Typotherium-ról kapta a nevét, amely tulajdonképpen a Mesotherium szinonimája (Shockey et al., 2007). Ez az alrend a Mesotheriidae családon kívül, egyéb kisebb testű notoungulata családokat foglal magába, például: Archaeopithecidae, Interatheriidae és Oldfieldthomasiidae (Simpson, 1967; McKenna and Bell, 1997). A legújabb feltételezések szerint ebbe a nembe bele kéne helyezni a Hegetotheria alrend két családját is, az Archaeohyracidaet és a Hegetotheriidaet (Croft and Anaya, 2006). Az állatok törzsfejlődésének a vizsgálata, azt mutatta, ha a Hegetotheria családokat a Typotheria alrendbe helyeznénk, akkor az utóbbi parafiletikus csoport lenne, vagyis ennek a csoportnak a tagjai visszavezethetők egy közös ősre, viszont a csoport maga nem tartalmazza annak a bizonyos legközelebbi közös ősnek az összes leszármazottját (Cifelli, 1993; Billet et al., 2007); ezen belül Cifelli és Billet et al. a typotherián belül megtartaná az Archaeohyracidae és a Hegetotheriidae családok szorosabb rokonságát. Billet et al. vizsgálatai azt az eredményt hozták, miszerint a Mesotheriidae és Hegetotheriidae családok az Archaeohyracidae-fajokból származna.
1997-ben McKenna és Bell, e családon belül három alcsaládot ismer el: Fiandraiinae, Mesotheriinae, és Trachytheriinae. 2005-ben Flynn et al. szerint a Fiandraiinae alcsalád egyetlen neme, a Fiandraia tulajdonképpen nem is Mesotheriidae, hanem Toxodontidae. Ilyenformán, a megmaradt két alcsalád közül a korában eocén-oligocén korinak vélt Trachytheriinae alcsalád parafiletikus csoportot alkotna a miocén és későbbi koroki Mesotheriinae alcsaláddal, amely nagyobb alaktani változatosságot mutat (Reguero and Castro, 2004).

## Rendszerezésük
A családba az alábbi alcsaládok, nemek és fajok tartoznak:
- †Fiandraiinae[6]
  - †Fiandraia (Miocén)
    - †Fiandraia romeroi
- †Trachytheriinae (parafiletikus csoport)
  - †Trachytherus (?késő eocén - késő oligocén[7])
    - †Trachytherus alloxus
    - †„Trachytherus mendocensis”
    - †Trachytherus spegazzinianus
    - †Trachytherus subandinus
- †Mesotheriinae
  - †Eotypotherium (kora miocén[8])
    - †Eotypotherium chico

  - †Altitypotherium (kora miocén[8])
    - †Altitypotherium chucalensis
    - †Altitypotherium paucidens

  - †Microtypotherium (középső - késő miocén)
    - †Microtypotherium choquecotense

  - †Eutypotherium (középső miocén)
    - †Eutypotherium lehmannnitschei
    - †Eutypotherium superans

  - †Caraguatypotherium (középső - késő miocén[9])
    - †Caraguatypotherium munozi

  - †Plesiotypotherium (késő miocén)
    - †Plesiotypotherium achirense

  - †Typotheriopsis (késő miocén)
    - †Typotheriopsis chasicoensis
    - †Typotheriopsis silveyrai

  - †Pseudotypotherium (késő miocén - ?középső pleisztocén)
    - †Pseudotypotherium exiguum
    - †Pseudotypotherium subinsigne

  - †Mesotherium (kora - középső pleisztocén)
    - †Mesotherium cristatum
    - †Mesotherium hystatum
    - †Mesotherium maendrum
    - †Mesotherium pachygnathum

  - †Hypsitherium[10] (kora pliocén)
    - †Hypsitherium bolivianum

### Fordítás
- Ez a szócikk részben vagy egészben  a   Mesotheriidae című angol Wikipédia-szócikk fordításán alapul.  Az eredeti cikk szerkesztőit annak laptörténete sorolja fel. Ez a jelzés csupán a megfogalmazás eredetét és a szerzői jogokat jelzi, nem szolgál a cikkben szereplő információk forrásmegjelöléseként.